# 暴力団排除条例
暴力団排除条例（ぼうりょくだんはいじょじょうれい）とは、地方公共団体の条例である。

## 概要

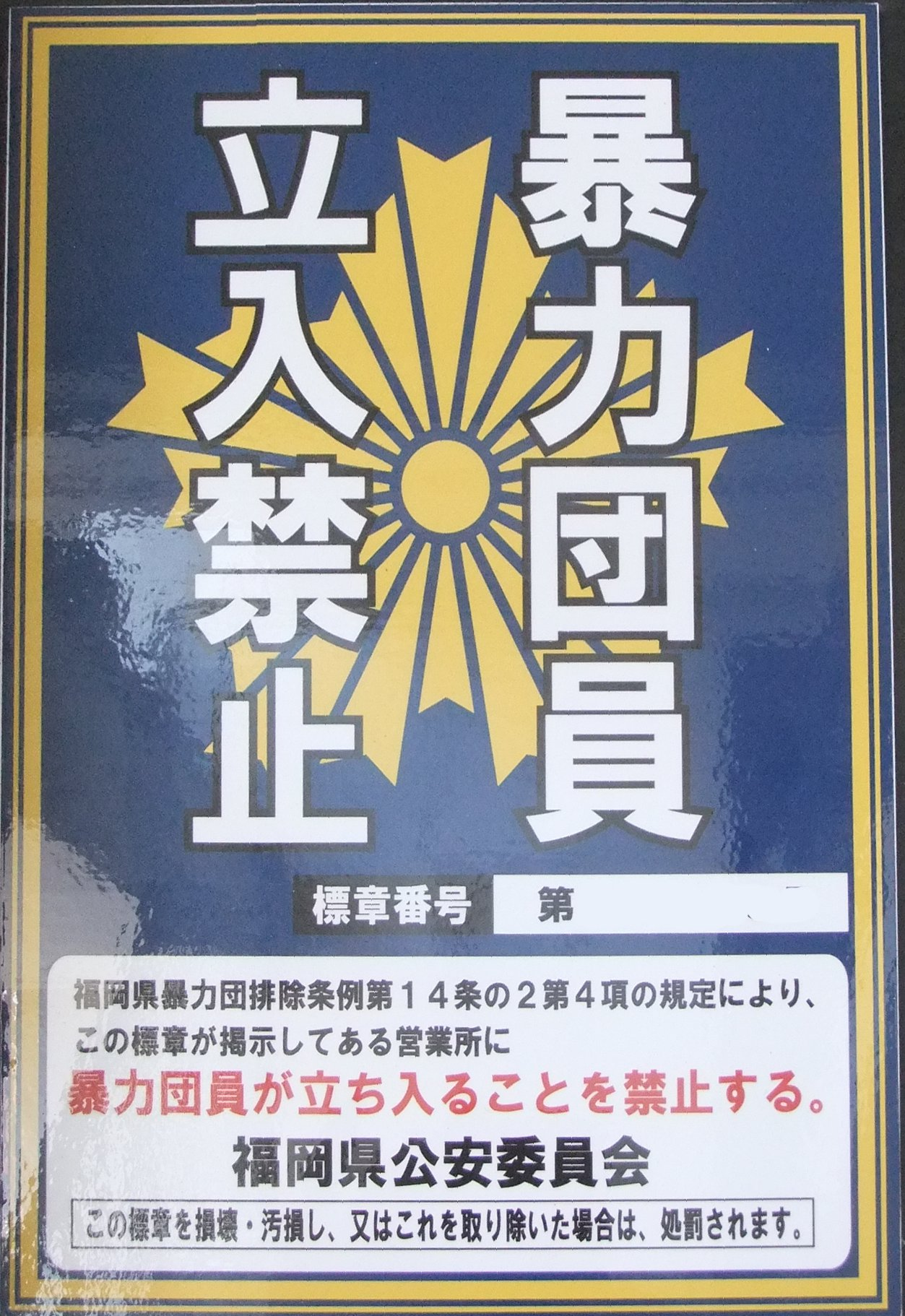
福岡県条例に基づく標章

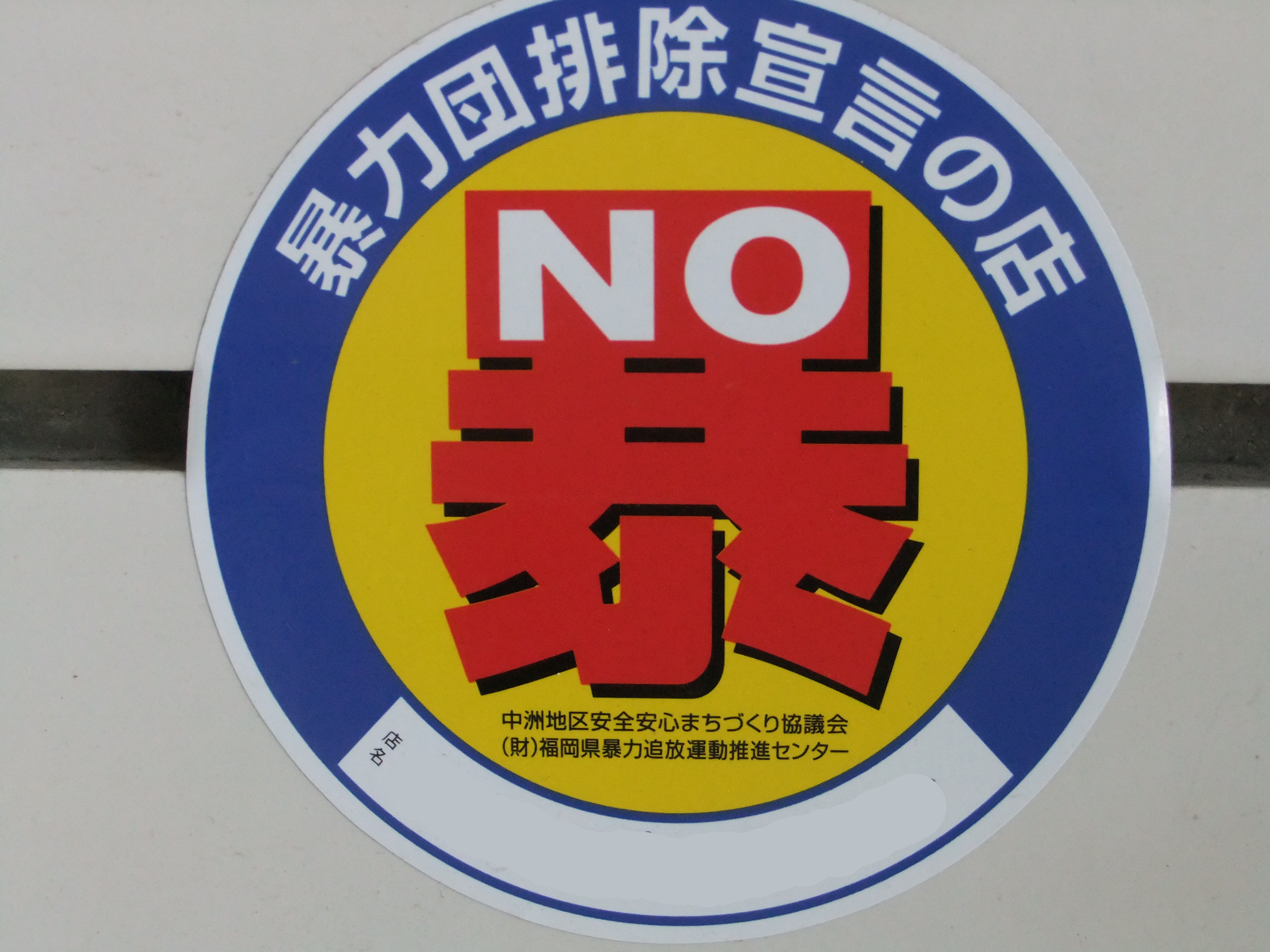
暴力団排除運動ステッカー

一般市民に対して暴力団との関わりを規制することを目的としており、公共事業や祭礼からの排除のほか、不動産を組事務所として貸すことなどを禁じる。
2004年6月に、広島県と広島市が条例で公営住宅の入居資格について「本人とその同居親族が暴力団対策法に規定する暴力団員でないこと」と規定した。暴力団排除が規定された条例はこれが初めてである。
また東京都豊島区で、不動産の取引において暴力団を排除することを規定した生活安全条例が制定され、2009年1月に施行された。
佐賀県では、暴力団組事務所の開設について、不動産所有者が暴力団に対して賃貸契約を拒否や解除ができる規定をした「佐賀県暴力団事務所等の開設の防止に関する条例」が制定され、2009年7月1日に施行された（同条例は2011年に全面改正されて条例名が「佐賀県暴力団排除条例」となった）。条例名に暴力団を冠した条例は都道府県初。
福岡県では、暴力団の威力を利用する事業契約の禁止、暴力団の公共工事妨害排除、暴力団から危害を加えられる恐れがある者に対する身辺の保護、暴力団を排除するための民事訴訟支援などの総合的な規定が全国で初めて制定され、2010年4月1日に施行された。京都府では、公共工事を請け負う企業に暴力団員がいないことを示した契約書を提出することなどを義務づけ、違反した場合は1年以下の懲役または50万円以下の罰金が科される規定になっている。その他の都道府県でも、2010年以降制定の動きが広がり、2011年10月1日には、残る東京都・沖縄県で条例が施行され、全都道府県で施行された。
暴力団関係者との会食、ゴルフ、旅行など交際を繰り返すことについて、警察がその人物に対し「密接交際者」とみなし、認定を行うことを可能にする自治体もある。影響としては、密接交際者とされた場合に工事の入札から排除されたケースがあった。今回の施行にあたり東京都では、該当者が金融機関からの融資（ローン）を受けたり当座預金の開設ができなくなったり、住宅の賃貸契約もできなくなるよう、関係機関が各業界団体に働きかけていると報道されている。
2011年10月21日、大阪府警察は条例に基づき、山口組総本部を捜索した。暴力団排除条例に基づいて指定暴力団総本部を捜索したのは初めてである。また、同年12月16日には兵庫県公安委員会が、兵庫県内の露天商組合が同県西宮市内の山口組系暴力団に対し用心棒代を渡し、利益供与を行っていたとして、露天商組合に対し、条例に基づき利益供与を停止するよう勧告を実施した。
各都道府県警察では、条例に基づいて暴力団との絶縁を図ったことを原因として暴力団員から危害を加えられる恐れがある者に対する身辺の保護を任務とする「身辺警戒員」（略称PO）の育成を実施し、POの取り組みを通じて条例の実効性強化に努めているところである。警察庁では、全国で数千名程度の警察官を非常勤の身辺警戒員に指定している。
兵庫県西宮市の市営住宅から暴力団組員を排除できるとした暴力団排除条例（条例名は西宮市営住宅条例）に基いて暴力団排除条例制定前から居住していた暴力団組員に西宮市が立ち退きを求めた訴訟で、2015年3月27日に最高裁は市営住宅に絡む暴力団排除条例について平等権を規定した日本国憲法第14条や居住の権利を規定した日本国憲法第22条に違反せず合憲とする判決を下した。

### 暴力団事務所の開設規制
多くの暴力団排除条例では、学校や病院などの施設から200メートル以内の区域で、事務所の開設を禁止する条項が設けられている。2020年代に入ると、これら条項を強化する方向で見直しが進められた。2021年に条例改正を行った福岡県の例では、対象施設に都市公園、体育施設、認可外保育施設を追加するとともに、都市計画法で定める住居系、商業系の指定を受けている用途地域において事務所開設を禁止した。改正により、県内の市街地のほぼ全域で新たに事務所が開設できなくなっている。大阪府では、都市公園法に基づく規制を12の用途地域に拡大しているため、府内の総面積の約47％、大阪市内の約85％において事務所の開設ができなくなっている。

### 暴力団排除特別強化地域
2010年代後半、各自治体は暴力団の資金源を断つために暴力団排除条例を改正して、新たに暴力団排除特別地域を設定する事例が増加した。
暴力団排除特別地域とは特定の繁華街を指定するもので、暴力団と特定営業者との間で みかじめ料や便宜供与のやりとりをすることを禁止し、違反した場合には即座に罰則を適用できるようにするものである。ここでいう特定営業者とは風俗営業、性風俗関連特殊営業、特定遊興飲食店営業、接客業務受託営業、飲食店営業、風俗案内業などを含める。罰則は懲役1年以下または罰金50万円以下とし、店側には自首による減免規定を定めている例が多いが、2022年現在、福井県については罰則規定を条例に盛り込んでいない。

## 都道府県の条例
| 都道府県 | 条例名                               |
| -------- | ------------------------------------ |
| 北海道   | 北海道暴力団の排除の推進に関する条例 |
| 青森県   | 青森県暴力団排除条例                 |
| 岩手県   | 岩手県暴力団排除条例                 |
| 宮城県   | 宮城県暴力団排除条例                 |
| 秋田県   | 秋田県暴力団排除条例                 |
| 山形県   | 山形県暴力団排除条例                 |
| 福島県   | 福島県暴力団排除条例                 |
| 茨城県   | 茨城県暴力団排除条例                 |
| 栃木県   | 栃木県暴力団排除条例                 |
| 群馬県   | 群馬県暴力団排除条例                 |
| 埼玉県   | 埼玉県暴力団排除条例                 |
| 千葉県   | 千葉県暴力団排除条例                 |
| 東京都   | 東京都暴力団排除条例                 |
| 神奈川県 | 神奈川県暴力団排除条例               |
| 新潟県   | 新潟県暴力団排除条例                 |
| 富山県   | 富山県暴力団排除条例                 |
| 石川県   | 石川県暴力団排除条例                 |
| 福井県   | 福井県暴力団排除条例                 |
| 山梨県   | 山梨県暴力団排除条例                 |
| 長野県   | 長野県暴力団排除条例                 |
| 岐阜県   | 岐阜県暴力団排除条例                 |
| 静岡県   | 静岡県暴力団排除条例                 |
| 愛知県   | 愛知県暴力団排除条例                 |
| 三重県   | 三重県暴力団排除条例                 |
| 滋賀県   | 滋賀県暴力団排除条例                 |
| 京都府   | 京都府暴力団排除条例                 |
| 大阪府   | 大阪府暴力団排除条例                 |
| 兵庫県   | 暴力団排除条例                       |
| 奈良県   | 奈良県暴力団排除条例                 |
| 和歌山県 | 和歌山県暴力団排除条例               |
| 鳥取県   | 鳥取県暴力団排除条例                 |
| 島根県   | 島根県暴力団排除条例                 |
| 岡山県   | 岡山県暴力団排除条例                 |
| 広島県   | 広島県暴力団排除条例                 |
| 山口県   | 山口県暴力団排除条例                 |
| 徳島県   | 徳島県暴力団排除条例                 |
| 香川県   | 香川県暴力団排除推進条例             |
| 愛媛県   | 愛媛県暴力団排除条例                 |
| 高知県   | 高知県暴力団排除条例                 |
| 福岡県   | 福岡県暴力団排除条例                 |
| 佐賀県   | 佐賀県暴力団排除条例                 |
| 長崎県   | 長崎県暴力団排除条例                 |
| 熊本県   | 熊本県暴力団排除条例                 |
| 大分県   | 大分県暴力団排除条例                 |
| 宮崎県   | 宮崎県暴力団排除条例                 |
| 鹿児島県 | 鹿児島県暴力団排除条例               |
| 沖縄県   | 沖縄県暴力団排除条例                 |

## 市区町村の条例
一部の市区町村でも独自の規定を設けた類似の条例が施行されている。

## 条例制定に反対する意見・動き
- 2011年10月1日、司忍（山口組組長）は産経新聞の取材に応じ、一般の事業者にも暴力団との関係遮断の努力義務が課された都条例について、「異様な時代が来た」と批判した[11]。
- 2012年1月24日、参議院議員会館地下1階103会議室において、暴力団排除条例の廃止を求め暴対法改定に反対する記者会見が開かれた[12]。青木理（ジャーナリスト）、佐高信（評論家）、鈴木邦男（一水会最高顧問）、田原総一朗（ジャーナリスト）、辻井喬（詩人）、西部邁（評論家）、宮崎学（評論家）が会見に出席した[13]。
- 2012年3月3日、ベルサール西新宿において講演会「暴排条例・暴対法がもつ＜危険＞」が開催された。辻井喬が「表現の自由が脅かされるとき―詩人の立場から」という題で、西部邁が「水清ければ魚棲まず」という題で講演を行なった。宮崎学が司会を務めた。
- 雑誌『表現者』2012年3月号に「暴排令的思考を排せ」が掲載され、以下のような主張がなされた。

- 2012年4月、辻井喬・西部邁・宮崎学・下村忠利が著書『あえて暴力団排除に反対する: おかしいぞ! 暴力団対策』（同時代社）を公表。
- 溝口敦は「情けないのはヤクザの側ともいえる。法的に突っ込みどころのある暴排条例に反論するような理論武装ができなくなっている」と事実上皮肉を込めて発言している[14]。

## 条例を取り上げた作品

### 映画
- ヤクザと憲法（東海テレビ放送、2016年）

### TV番組
- 西部邁ゼミナール（TOKYO MX）

| タイトル                                | ゲスト                                 | 放送日        |
| --------------------------------------- | -------------------------------------- | ------------- |
| 暴排令を排せ【1】水清ければ魚棲まず     | 木村三浩（一水会代表）、辻井喬、宮崎学 | 2012年2月25日 |
| 暴排令を排せ【2】言論をも抑圧する暴排令 | 木村三浩、辻井喬、宮崎学               | 2012年3月3日  |
- ドキュメント 決断「暴力団“離脱” その先に何が」（NHK総合、2014年8月14日[15]）
- ヤメゴク〜ヤクザやめて頂きます〜（TBS、2015年4月16日 - 同年6月18日）
- ノーナレ「元ヤクザ うどん店はじめます」（NHK総合、2017年8月21日[16]）